# بخش مرکزی شهرستان مسجدسلیمان
بخش عنبر شهرستان مسجد سلیمان یکی از بخش‌های تابعه ی شهرستان مسجد سلیمان در استان خوزستان در جنوب غربی ایران است.

## تقسیمات کشوری
- بخش مرکزی
  - دهستان تل بزان
  - دهستان تمبی گلگیر
  - دهستان جهانگیری

شهرها: مسجدسلیمان

### نام محله ها
باشگاه مرکزی:ورودی مسجدسلیمان
- سرمسجد (به سکون ر): این محله به علت آثار باستانی[۲] که روی تپه‌ای بالای آن وجود دارد و منسوب به سلیمان است، سرمسجد نامیده شد. نام‌گذاری مسجدسلیمان در دیماه ۱۳۰۳ شمسی هم به علت همین آثار می‌باشد.[۳]
- نمره‌یک: مرکز شهر مسجدسلیمان است و به علت وجود «چاه شماره یک» (اولین چاه نفت ایران-خاورمیانه) در این محله، به این نام معروف شد. نمره یک از لحاظ اقتصادی مهم‌ترین محله و منطقه شهر به‌دلیل وجود بازار و چاه شماره یک می‌باشد.
  - کلگه: به علت وجود تپه‌ای باستانی به نام «کلگه زرین» یا کلگه زری، کلگه نامیده شده و از اولین محله‌های است که قدمت باستانی دارد و در تشکیل شهر مسجد سلیمان سهم بسزایی داشته است.
- هوانیروز
- تلخاب (به فتح ت)
- نفتک (به فتح ت)
- باغ چشمه‌علی (به سکون ه)
- باشگاه سوارکاران
- چهاربیشه
- نصیرآباد
- کولرشاپ Cooler Shop: نام خود را ازیکی از ادارات شرکت نفت گرفته است.[۴]
- ریل وی یا Rail Way: به خاطر وجود یکی از ایستگاه‌های قطار در این محله به این اسم نامیده شده است.
- بازار چشمه‌علی (به سکون ه): در گذشته چشمه‌ای با همین نام در این محله وجود داشته است.[۵] همچنین بازارچه قدیمی در این محله احداث شد که از رونق خوبی برخوردار بود و بیشتر شهروندان محلات شمالی شهر برای تهیه مایحتاج خود به آنجا می‌رفتند. با زار چشمه علی بعلت وجود چندین مدرسه قدیمی، شعبه قدیمی بانک ملی، زبانکده، بهداری، کودکستان، بازارچه، باشگاه، پارک جنگلی و خانه‌های سازمانی نفت و ارتش، از قدیم یکی از امن‌ترین و بهترین محلات شهر بوده است.
- لین اصفهانی‌ها (به کسر ل و سکون ی - LANE)
- محله حسین قصاب (مال گندلی‌ها - به فتح گ، سکون ن، و فتح د): که در دوران حکومت محمدرضا شاه پهلوی به کوی کاوه مشهور بوده است و هنوز در فیش‌های آب و برق نام کوی کاوه نوشته می‌شود و نام‌های پیش گفته فقط جنبه شفاهی دارند.
- لین هندی‌ها: درابتدا محل اقامت کارکنان هندی بوده و اکنون بطورکامل از بین رفته است.
- دره گلگیری‌ها (به ضم گ اول)
- مال جونکی (به سکون ل)
- سرکوره‌ها (کوی شهید موسوی) که بعلت وجود معدن گچ و کوره‌های گچ پزی به این اسم نامگذاری شد.
- مال شنبه (کوی شهید لرستانی - به سکون ل)
- پنج بنگله (به فتح ب، سکون ن و گ و کسر ل)
- هشت بنگله (بنگله به خانه‌های ویلایی لوکس کارمندان به‌طور عمده خارجی شرکت نفت که به همراه خانواده‌هایشان در آن‌ها زندگی می‌کردند، گفته می‌شود)
- شاه‌نشین (به سکون ه)
- مال‌کریم (به سکون ل)
- نمره یازده
- دره‌اشکفت: محلی‌ها آن را دراشکفت (به فتح د، کسر ر، سکون ش، و ضم ک) می‌خوانند. اشکفت در گویش بختیاری به معنی غار است.
- نمره‌دو
- پانسیون خیام
- سی برنج (C.Branch) به معنی بخش C یا منطقهٔ C.
- کمپ کرسنت (Camp Crescent) که کرسنت به معنی تپه یا قله می‌باشد. (نام کمپی که روی تپه ساخته شده)
- اسکاچ کرسنت (ُScotch Crescent)
- کمیک لب کرسنت  Chemic Lab: منطقه‌ای که آزمایشگاه شیمیایی نفت در آن احداث شده بود.
- نفتون
- پشت‌برج (به کسر ت)
- باغ ملی (به سکون غ)
- افرمبی (به فتح الف و ر): محله‌ای که پشت گاراژ شرکت نفت، بین باغ ملی و محلهٔ پشت برج قرار دارد. در گذشته در این محله اداره‌ای با نام ادارهٔ تعمیرات راه و ساختمان منطقه وجود داشته است. نام انگلیسی این اداره Field Road Maintenance And Building بوده و حروف اول نام این اداره (F. R. M. B) است. انگلیسی‌ها در آن زمان نام این اداره را به صورت خلاصه یعنی (اف، آر، ام، بی) و با سرعت اِفرَمبی تلفظ می‌کردند. این نام، بعدها در گویش محلی به افرمبی تغییر کرد.[۶]
- مین آفیس (به کسر م، سکون ی و ن): اداره مرکزی شرکت نفت (Main Office)
- سبزآباد: این محله در مرکز شهر مسجدسلیمان قرار دارد و قسمتی از محلهٔ نمره چهل می‌باشد. یکی از محلات قدیمی می‌باشد که درحال حاضر هنرستان شبانه‌روزی کار و دانش امیرکبیر که در گذشته دانشسرای تربیت معلم بود و قبل از انقلاب هم دبیرستانی ویژه ادبیات بود و در گذشته بزرگ‌ترین هنرستان غرب کشور بود که افراد از شهرها و استان‌های مختلف کشور در این مکان تحصیل کرده و آموزش دیده‌اند. درحال حاضر قسمتی از این هنرستان به کتابخانه عمومی شهید بهنام محمدی تبدیل شده است.
- نمره‌چهل
- پشت کوه
- دره‌خرسان
- بازار شوشتری‌ها
- درهٔ سوکیاس
- نمره‌هشت
- بی‌بی یان: به نقل از روایات به پاس خدمت بانوی پرستار انگلیسی به نام یان که به مردم این منطقه خدمت‌های فراوان کرد لقب بی بی به او داده شد و با اسم او که (یان) بود ترکیب (بی بی یان) داد که به این منظقه نسبت داده شد[نیازمند منبع] که در گذشته بسیاری از کارخانه‌ها و پالایشگاه‌ها و چاه‌های نفت (از جمله کارخانه گوگرد) در آن فعالیت می‌کردند.
- مرغ آباد
- شیخ‌آباد
- شالو آباد
- لین فرهنگیان
- مال بالا عیدی مختار
- چهارراه خانعلی طاهری
- خواجه آباد
- نفت آباد
- تمبی (به کسر ت و سکون م و ب): از مناطق قدیمی و در فاصله‌ای به‌نسبت دور از شهر و در کنار رودخانهٔ فصلی به همین نام قرار دارد.

## جمعیت
بنابر سرشماری مرکز آمار ایران، جمعیت بخش عنبر 
```
شهرستان مسجدسلیمان در سال ۱۳۸۵ برابر با ۱۲۰٫۴۹۲ نفر بوده‌است.
[
۷
]
```